# John Curran (Regisseur)
John Curran (* 11. September 1960 in New York City) ist ein US-amerikanischer Regisseur und Drehbuchautor.

## Leben
John Curran studierte an der Syracuse University mit einem Schwerpunkt in Illustration/Design und schloss sein Studium 1982 mit einem Bachelor of Fine Arts ab. Danach war er als freischaffender Illustrator und Grafikdesigner sowie später als Art Director in New York tätig.
1986 zog er ins australische Sydney und gründete mit fünf anderen Filmemachern eine Produktionsgesellschaft für Musikvideos, Werbespots und Kurzfilme. Zwei Jahre später setzte er mit Praise seinen ersten Spielfilm um. Der Film wurde mit mehreren Preisen ausgezeichnet, darunter dem International Critics' Award des Toronto International Film Festivals.
Im Jahr 2004 drehte er das Drama Wir leben nicht mehr hier. Zwei Jahre später folgte die Literaturverfilmung Der bunte Schleier mit Edward Norton, Naomi Watts und Liev Schreiber in den Hauptrollen. Der 2010 veröffentlichte Film Stone wurde von der Kritik hingegen zwiespältig aufgenommen und erschien in Deutschland nur Direct-to-DVD.
2013 verfilmte er Robyn Davidsons Memoiren Tracks mit Mia Wasikowska in der Hauptrolle.

## Filmografie (Auswahl)
Regie
- 1997: Down Rusty Down (Kurzfilm)
- 1998: Praise
- 2004: Wir leben nicht mehr hier (We Don’t Live Here Anymore)
- 2006: Der bunte Schleier (The Painted Veil)
- 2010: Stone
- 2013: Spuren (Tracks)

Drehbuch
- 1997: Down Rusty Down (Kurzfilm)
- 2010: The Killer Inside Me